# Fontaine-lavoir sud (Oyrières)
La fontaine-lavoir est une fontaine située à Oyrières, en France.

## Localisation
La fontaine est située dans le département de la Haute-Saône, sur la commune de Oyrières, au centre du village.
Le terme "sud" sert à la distinguer de la fontaine-lavoir nord, à la sortie Nord du village, elle aussi classée « monument historique ».
Attention : 
Le plan sur la fiche des monuments historiques de la fontaine-lavoir sud est le plan de la fontaine-lavoir nord.
La photographie sur la fiche des monuments historiques de la fontaine-lavoir nord  est celle de la fontaine-lavoir sud.

## Historique
La fontaine-lavoir est construite de 1827 à 1830 sur les plans de l'architecte départemental Louis Moreau, dans un style néo-classique.
Elle comprend un pavillon de source, de plan carré, destiné à faire penser à un temple antique. Le lavoir, rectangulaire et semblable à un atrium, rappelle une villa romaine : le bassin est à ciel ouvert afin de récolter l'eau de pluie, à la manière d'un impluvium. Un double péristyle l'entoure. Le lavoir comportait également un abreuvoir et un égayoir, qui ont disparu.
La fontaine fait l’objet d’un classement au titre des monuments historiques depuis le 5 août 1988.

## Galerie

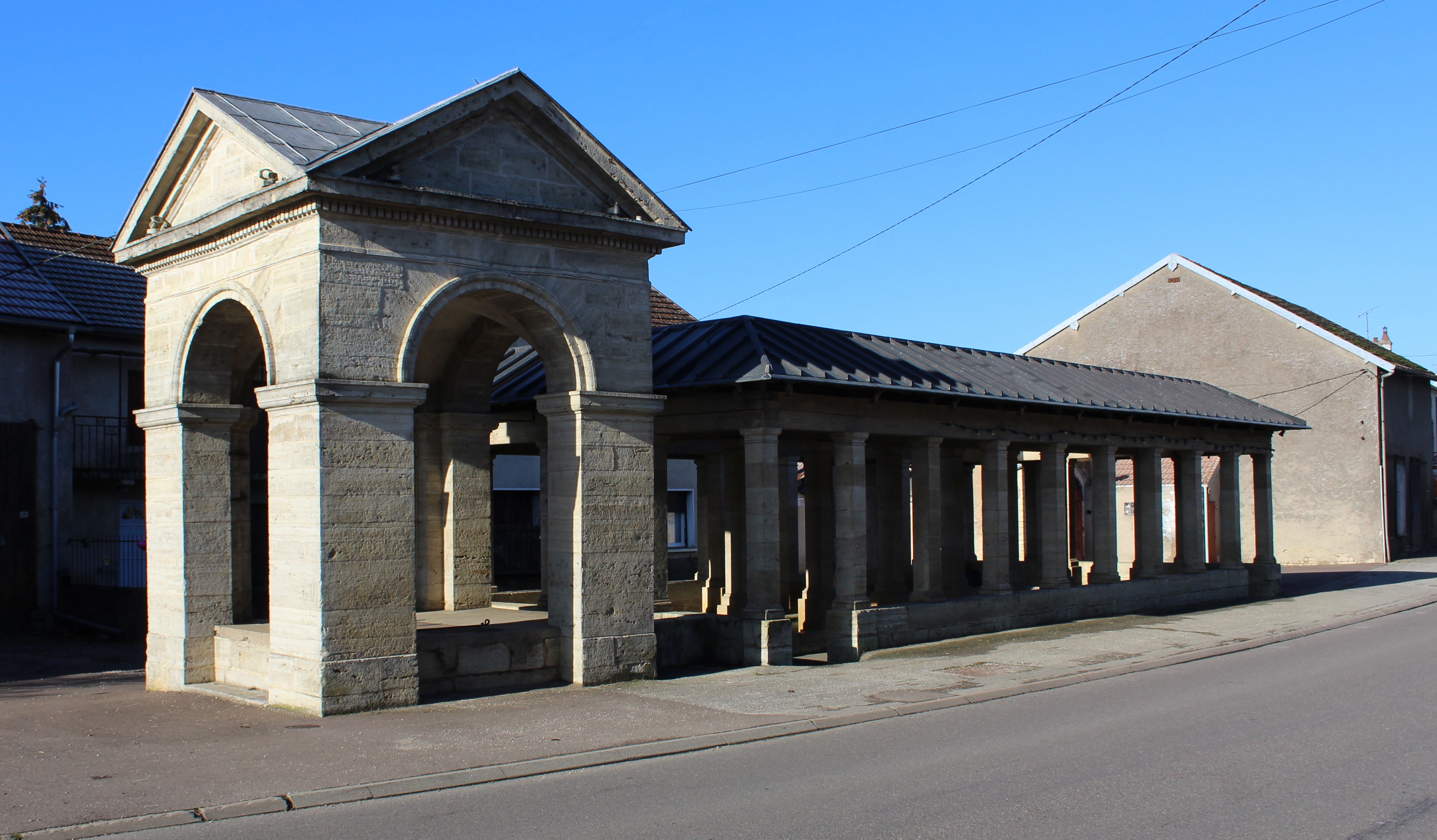
Vue du lavoir côté route.
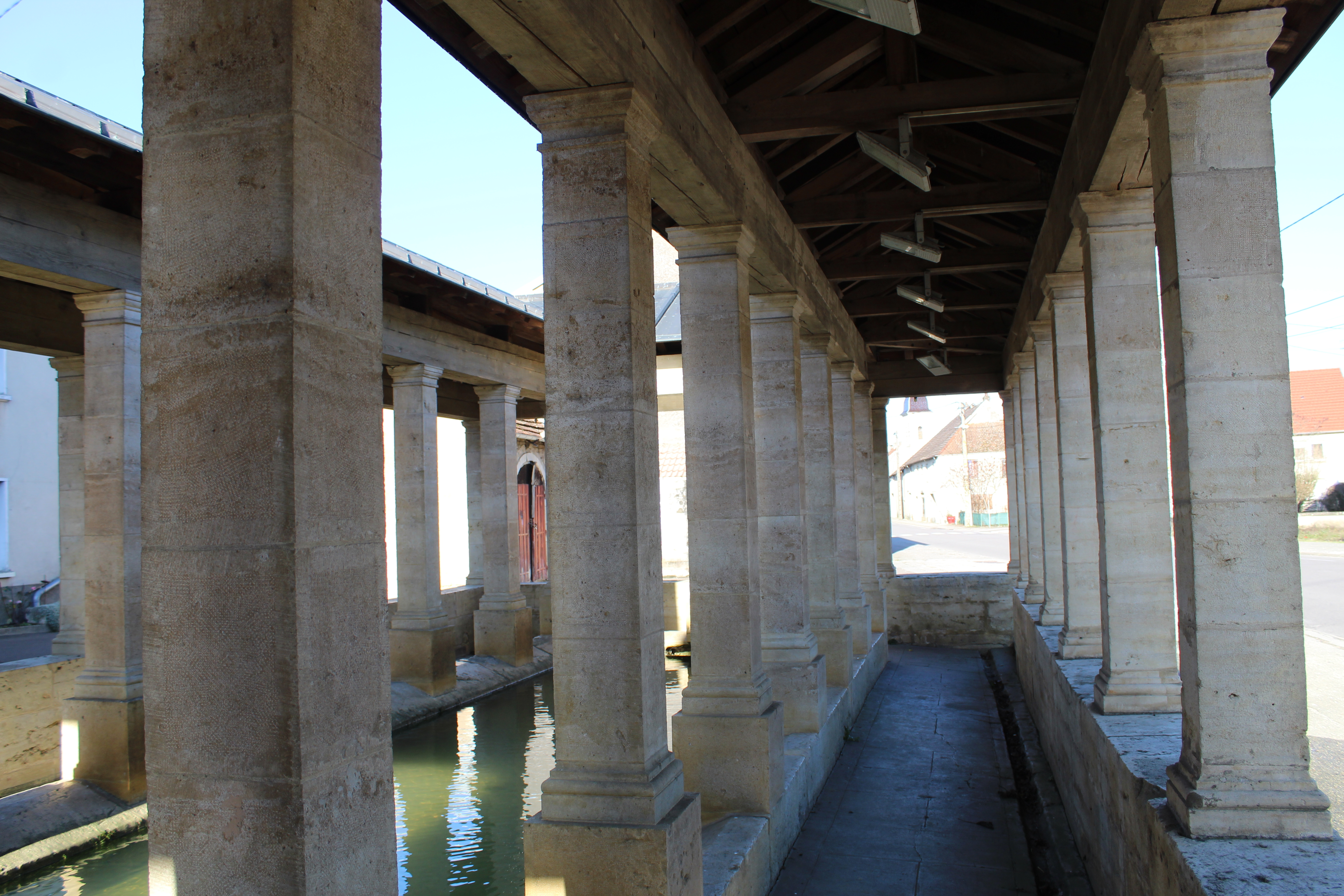
Un péristyle.
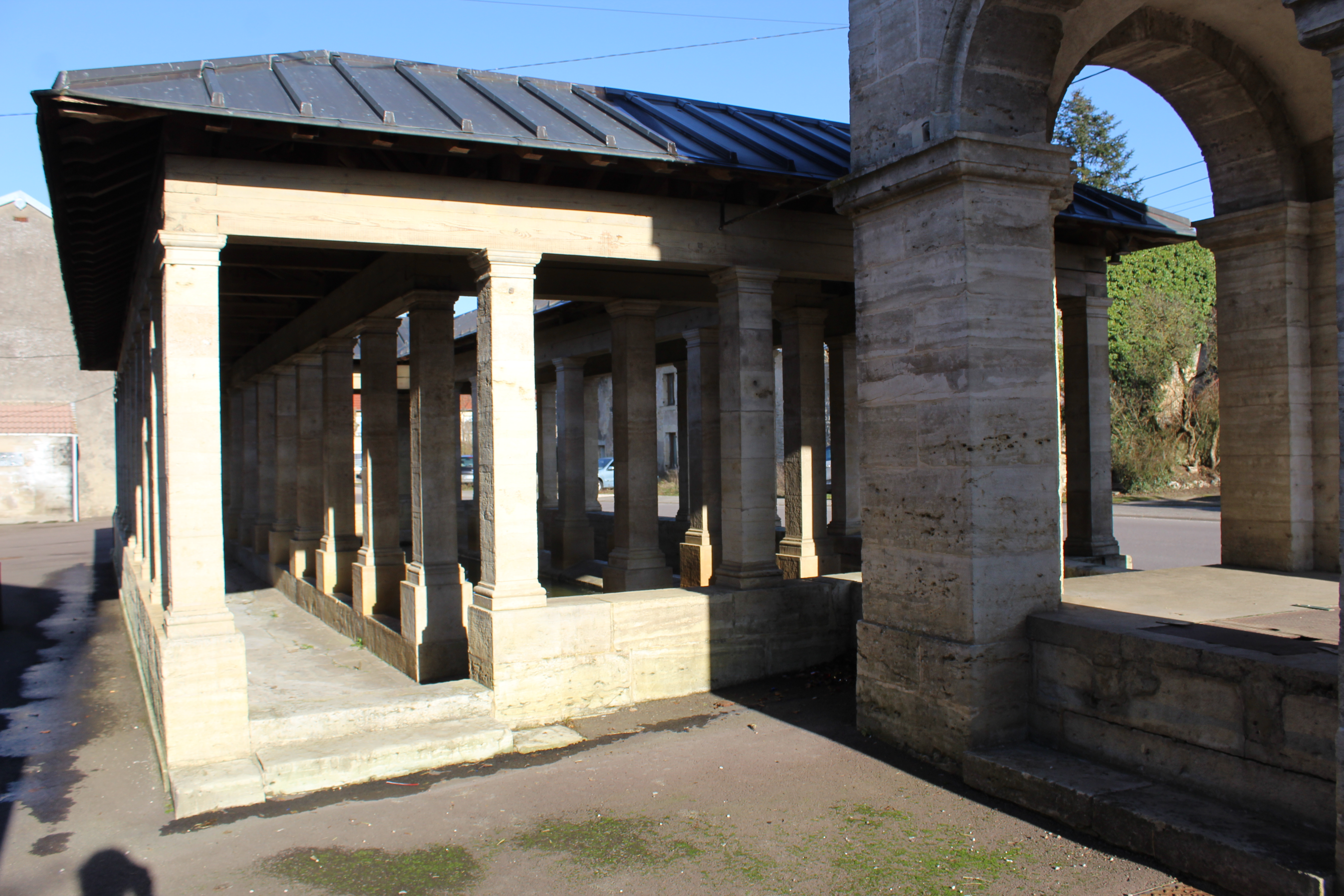
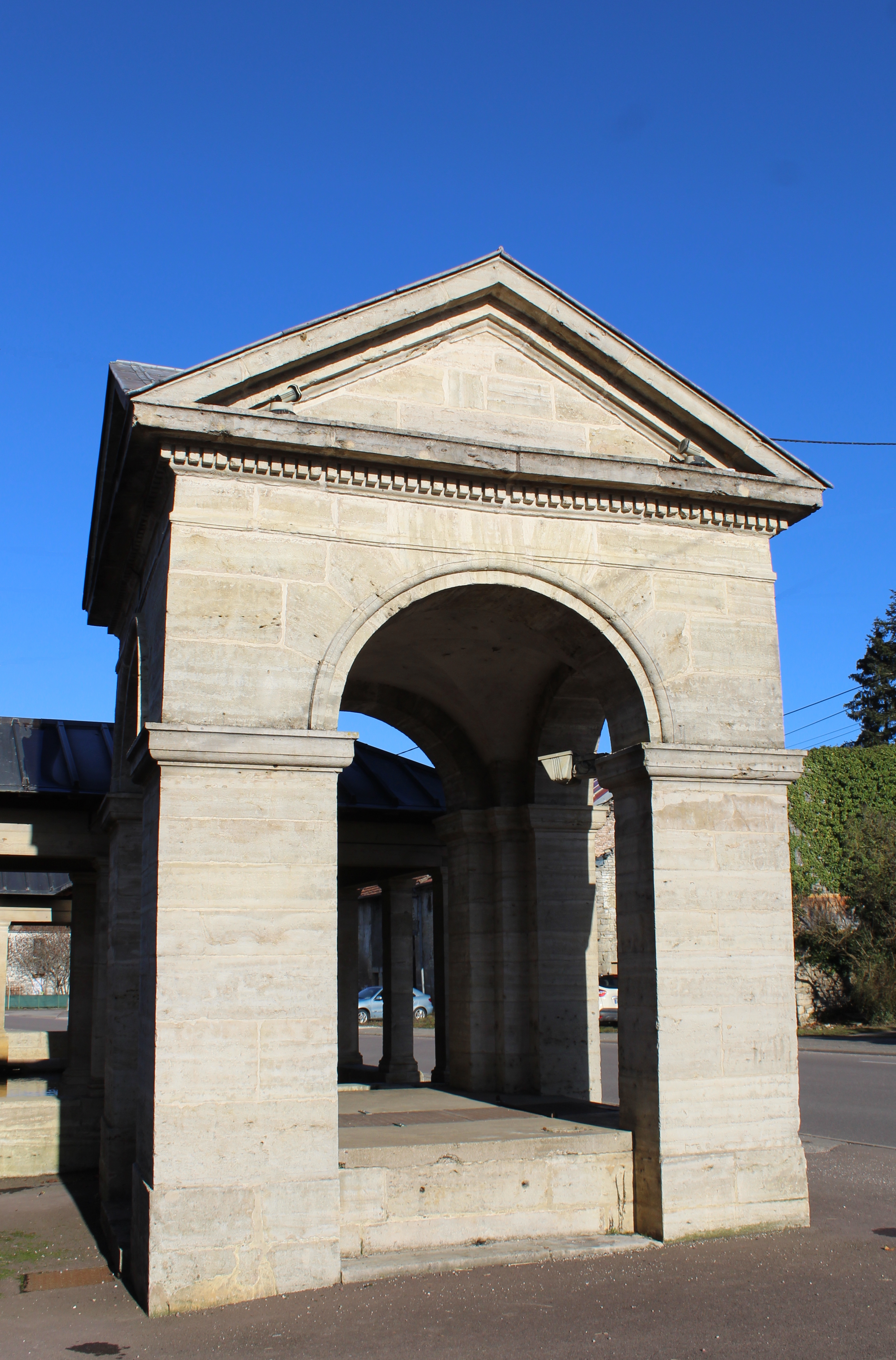
Le pavillon source de style antique.
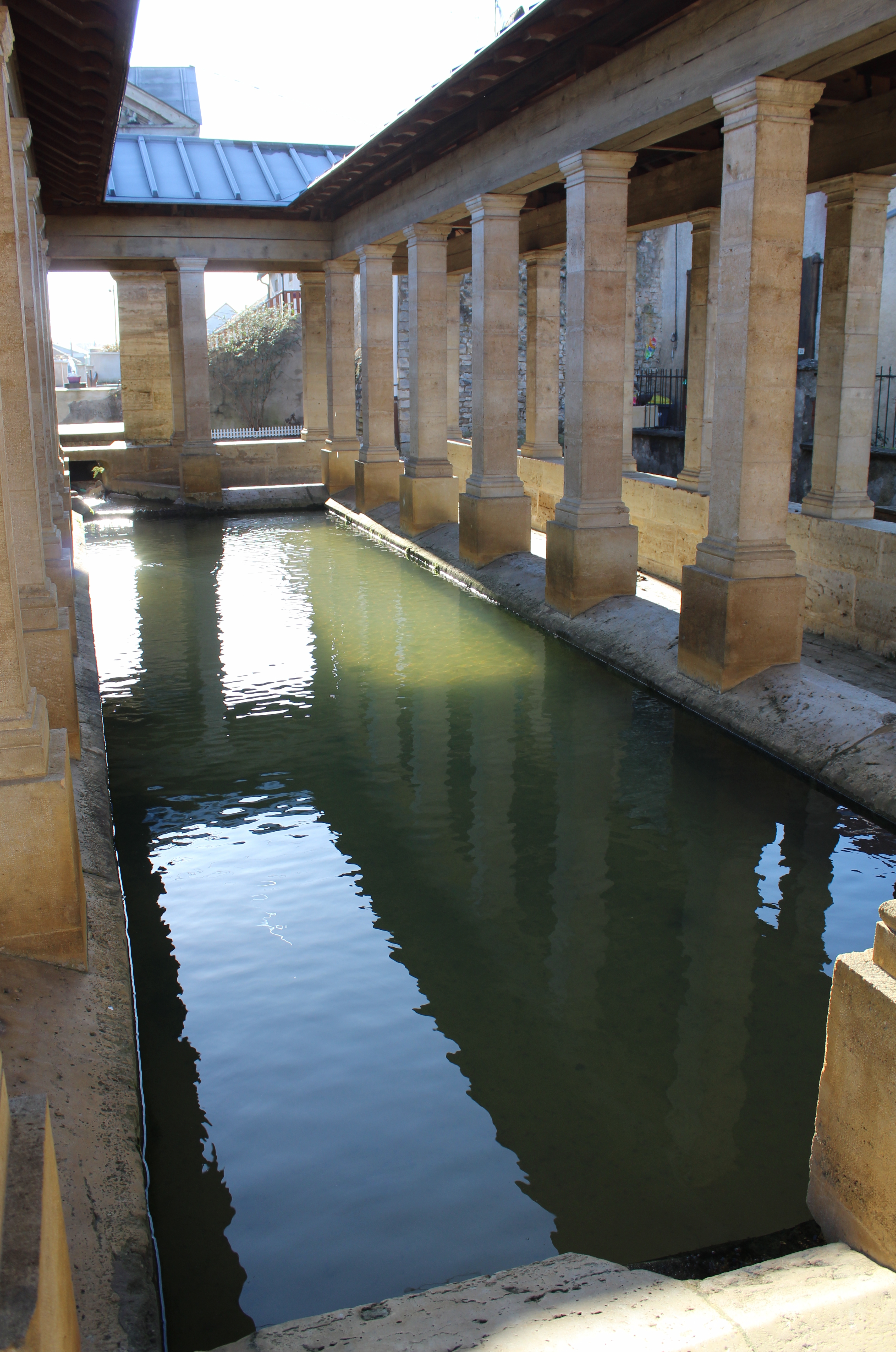
Bassin à ciel ouvert.
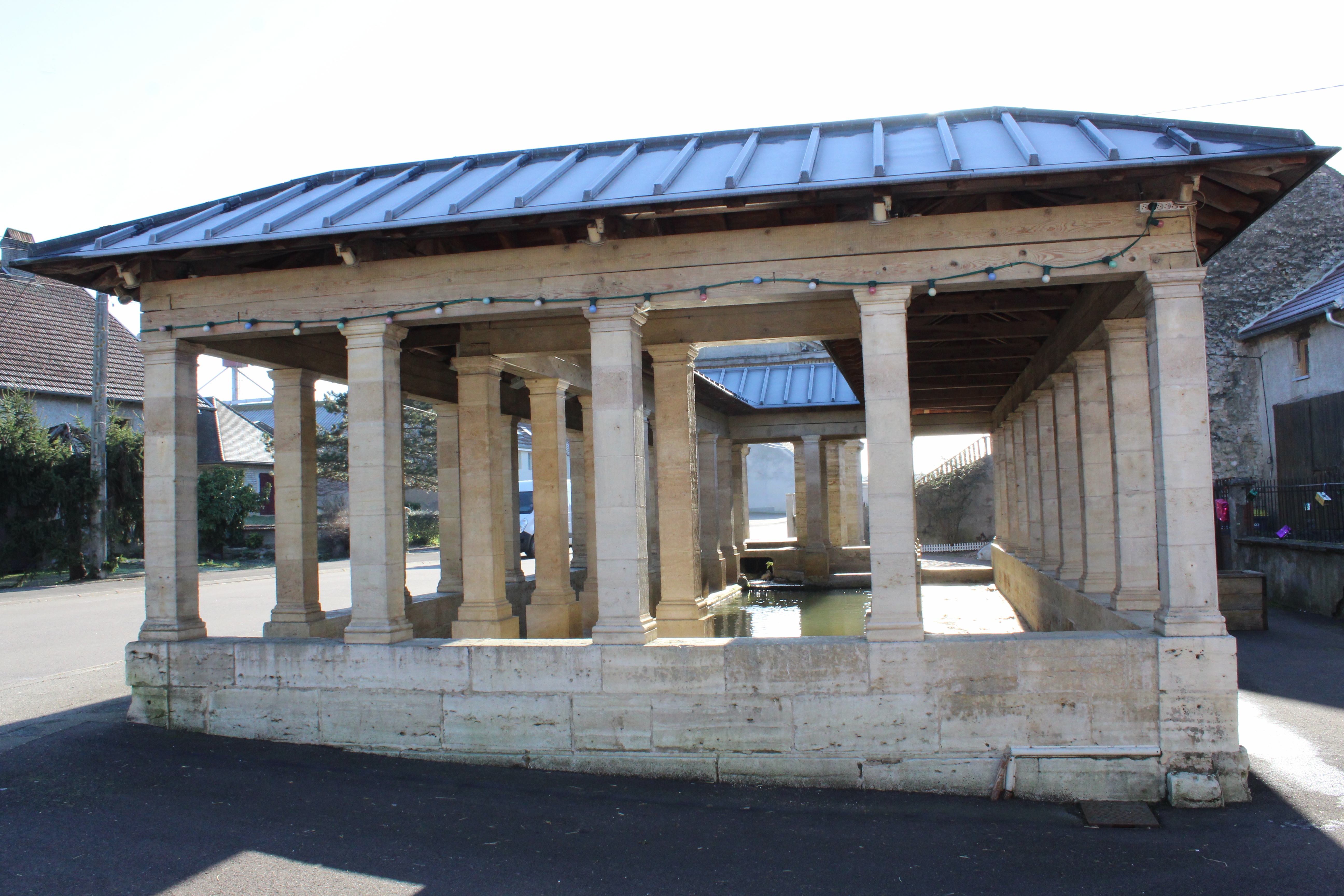